# Грінвілл (округ, Південна Кароліна)
Шаблон:StateAbbr_ 34°53′ пн. ш. 82°22′ зх. д. / 34.89° пн. ш. 82.37° зх. д.
Округ Грінвілл (англ. Greenville County) — округ (графство) у штаті Південна Кароліна, США. Ідентифікатор округу 45045.

## Історія
Округ утворений 1798 року.

## Демографія
За даними перепису
2000 року
загальне населення округу становило 379616 осіб, зокрема міського населення було 314840, а сільського — 64776.
Серед мешканців округу чоловіків було 184782, а жінок — 194834. В окрузі було 149556 домогосподарств, 102012 родин, які мешкали в 162803 будинках.
Середній розмір родини становив 3.
Віковий розподіл населення поданий у таблиці:
| Стать    | До 15 років | 15-21 | 22-29 | 30-39 | 40-49 | 50-65 | 65-85 | Понад 85 |
| -------- | ----------- | ----- | ----- | ----- | ----- | ----- | ----- | -------- |
| Чоловіки | 40238       | 18423 | 21509 | 30084 | 28356 | 28538 | 16371 | 1263     |
| Жінки    | 38154       | 17991 | 21466 | 30026 | 29587 | 30671 | 23193 | 3746     |

## Суміжні округи
- Гендерсон, Північна Кароліна — північ
- Полк, Північна Кароліна — північний схід
- Спартанберг — схід
- Лоренс — південний схід
- Аббвілл — південь
- Андерсон — південний захід
- Пікенс — захід
- Трансильванія, Північна Кароліна — північний захід

## Виноски
1. ↑  U.S. Decennial Census. United States Census Bureau. Архів оригіналу за 26 квітня 2015. Процитовано 17 березня 2015.
2. ↑  Historical Census Browser. University of Virginia Library. Архів оригіналу за 11 серпня 2012. Процитовано 17 березня 2015.
3. ↑  Forstall, Richard L., ред. (27 березня 1995). Population of Counties by Decennial Census: 1900 to 1990. United States Census Bureau. Архів оригіналу за 2 лютого 2015. Процитовано 17 березня 2015.
4. ↑  Census 2000 PHC-T-4. Ranking Tables for Counties: 1990 and 2000 (PDF). United States Census Bureau. 2 квітня 2001. Архів оригіналу (PDF) за 18 грудня 2014. Процитовано 17 березня 2015.
5. ↑  Greenville County, South Carolina. US Census. US Census. Архів оригіналу за 6 червня 2011. Процитовано 15 квітня 2015.
6. ↑  American FactFinder. Бюро перепису населення США. Архів оригіналу за 21 травня 2008. Процитовано 31 січня 2008.

| США | Це незавершена стаття з географії США. Ви можете допомогти проєкту, виправивши або дописавши її. |